# Jim Filice
Jim Filice (San Jose, Californië, 18 november 1962) is een Amerikaans voormalig motorcoureur. Hij is eenmalig Grand Prix-winnaar in het wereldkampioenschap wegrace.

## Carrière
De motorsportcarrière van Filice speelde zich voornamelijk af in de Verenigde Staten. Hij behaalde 29 overwinningen in kampioenschappen die door de AMA werden georganiseerd en werd driemaal kampioen in het Amerikaanse 250 cc-kampioenschap. Internationaal gezien is hij het meest bekend door zijn wildcardoptredens in het wereldkampioenschap wegrace. In 1988 reed hij in zijn thuisrace op een Honda, die hij wist te winnen. In 1989 werd hij in zijn thuisrace tweede achter John Kocinski, en eindigde hij als elfde in Japan. Tussen 1991 en 1995 reed hij in nog tien Grands Prix voor Honda, Suzuki, Yamaha en Harris Yamaha, maar wist hij geen enkel punt meer te scoren. In 2000 werd hij opgenomen in de AMA Motorcycle Hall of Fame.